# Dominación y sumisión

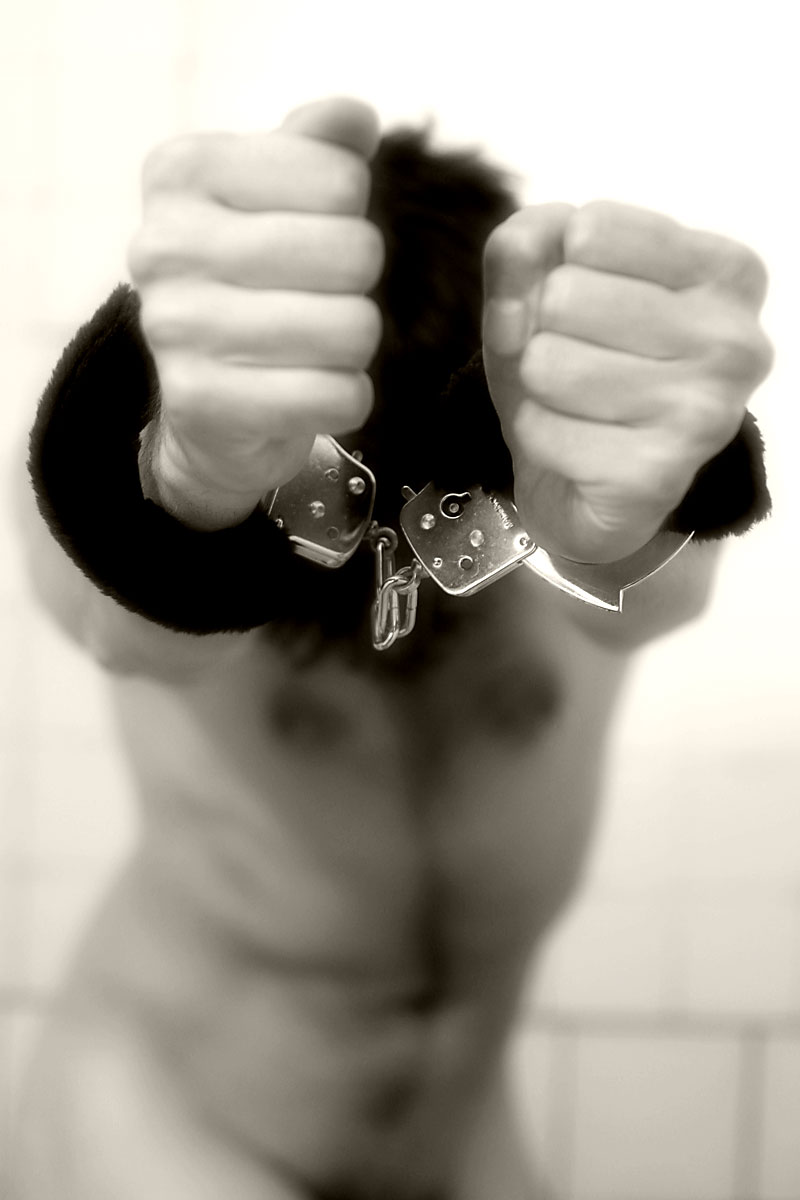
Sumisión a una persona.

Los términos dominación y sumisión, usados habitualmente de manera conjunta (dominación y sumisión) y abreviadas con las siglas D/s, hace referencia a una serie de comportamientos, costumbres y prácticas sexuales centradas en relaciones de consenso que implican el dominio de una persona sobre otra (véase EPE) en un contexto sexual o en uno más genérico, parcial o global, limitado o indefinido en el tiempo. Es una de las prácticas del BDSM.
El contacto físico no es necesario y puede incluso inducirse anónimamente a través del teléfono, del correo electrónico o de los servicios de mensajería instantánea en Internet (véase sexo virtual). En algunos casos pueden ser intensamente físicos, y a veces se convierten en sadomasoquismo. En D/s, cada participante siente placer o disfrute erótico por el hecho de ser la persona que ejerce el dominio o bien la que es dominada: al respecto, aquellas personas cuyo estatus es superior en la relación se conocen, entre otros, con nombres como: ama(s)/amo(s) o dominante/s; en contraparte, aquellas personas cuyo estatus es inferior en la relación se conocen, entre otros, con nombres como dominado(s)/dominada(s), sumiso(s)/sumisa(s), esclavo(s)/esclava(s),subs (esta última palabra para hacer referencia a ambos sexos). Un switch es una persona que puede tomar posesión de cualquiera de ambos roles. Dos switches juntos (o juntas) pueden negociar e intercambiar roles varias veces durante una sesión.

## Antecedentes
La dominación y la sumisión, así como el conflicto interno y la rendición inherentes a ellos, son cuestiones duraderas de la cultura humana y la civilización. Las relaciones sexuales llegan a incluir la exploración mutua de roles, de las emociones y de actividades, exploración que resulta imposible o muy difícil si no se cuenta con otra persona que desempeñe el rol opuesto.
Aunque se incluyan representaciones de brutalidad y crueldad y las respuestas emocionales a ambas, quienes practican la dominación y sumisión se apresuran a señalar que la D/s no se basa en actos de brutalidad y crueldad. Es un intercambio de poder por consenso que se realiza en una pareja que no necesariamente debe involucrar brutalidad (como por ejemplo, castigo corporal) o crueldad (abuso verbal o emocional). Se basa fundamentalmente en la confianza y la comunicación entre dos personas. También se basa en una ética profunda de respeto mutuo en la que la exploración de las emociones provocadas por un intercambio de poder ocurre de una manera segura, sana y consensuada, con el objeto de que ambas partes reciban placer sexual. Cualquier acto no consensuado y traspasar las reglas previamente establecidas, incurre en una falta que podría ser considerada como tortura o abuso sexual, con todas las implicancias legales que estas acciones conllevan.
El sumiso cuenta normalmente con una palabra de seguridad para prevenir que el dominante pueda traspasar los límites físicos y emocionales. Esta palabra de seguridad es importante cuando se realizan actividades de humillación o "juegos mentales" porque los sumisos pueden no darse cuenta del límite emocional hasta que lo cruzan. Si uno de estos límites es superado y el sumiso emplea la palabra de seguridad, el dominante cesará su actividad inmediatamente y charlará este punto con el sumiso en una manera suave y comprensiva. 
Una sesión de D/s puede realizarse a forma de ritual o de manera libre. Generalmente es un estilo negociable, con personas que discuten sus propios deseos, límites y necesidades a fin de encontrar puntos en común. Una relación entre D/s puede ser sexual o no, a largo o corto término, íntima o anónima. La mayoría de los adherentes buscan en estas prácticas la cierta intensidad, confianza e intimidad que son necesarias para permitir que una relación así sea posible.

## Planificaciones
- dominación sexual
  - dominación sexual masculina
  - dominación sexual femenina
- sumisión sexual
  - sumisión sexual masculina
  - sumisión sexual femenina